# Pavol Penksa
Pavol Penksa (* 7. listopadu 1985, Spišská Nová Ves, Československo) je slovenský fotbalový brankář, od ledna 2018 hráč klubu ŠKF Sereď. Mimo Slovensko působil na klubové úrovni v Rakousku, Česku, Maďarsku, Skotsku a na Kypru.

Jeho otcem je bývalý fotbalový brankář Milan Penksa, bratrancem fotbalový záložník Marek Penksa.

## Klubová kariéra
Svoji fotbalovou kariéru začal na Slovensku v klubu FK Spišská Nová Ves, kde hrál od třetí do sedmé třídy za žáky. V roce 1999 odešel studovat do Rakouska, kde zároveň chytal v místním klubu SV Horn. Vedl jej zde Ondrej Singer, bývalý trenér mládeže 1. FC Košice. S týmem vyhrál mistrovství Dolního Rakouska. V roce 2000 se vrátil na Slovensko do Spišské Nové Vsi, kde chytal za starší žáky a poté za mladší dorost.
V roce 2001 přestoupil do MFK Ružomberok, odkud v sezóně 2004/05 hostoval v týmu MFK Stará Ľubovňa. V sezóně 2005/06 oblékal dres českých druholigových Kunovic a Tatranu Prachatice, pak se vrátil do Ružomberku. V letech 2007–2008 hostoval v mužstvu FK Slovan Duslo Šaľa.
V srpnu 2011 podepsal smlouvu s kyperským týmem Anagennisi Deryneia. V sezoně 2012/13 oblékal dres maďarského týmu Zalaegerszegi TE. V roce 2013 se vrátil do Ružomberku. V létě 2014 přestoupil do FC DAC 1904 Dunajská Streda, kde na jaře téhož roku hostoval. V únoru 2015 odešel na půlroční hostování do FO ŽP ŠPORT Podbrezová.
Začátkem září 2015 přestoupil z DAC do klubu TJ Iskra Borčice, tehdejšího nováčka slovenské druhé nejvyšší ligy.

V roce 2016 působil v českém druholigovém týmu MFK Frýdek-Místek a poté ve východoslovenském prvoligovém mužstvu 1. FC Tatran Prešov.
V březnu 2017 jej angažoval do konce sezóny 2016/17 skotský druholigový klub Raith Rovers FC z města Kirkcaldy, který musel akutně řešit brankářskou otázku, neboť přišel o všechny 3 brankáře na soupisce. Penksa debutoval v lize 8. března 2017 proti St. Mirren FC a vychytal výhru 2:0.
V lednu 2018 se dohodl na angažmá s druholigovým slovenským klubem ŠKF Sereď.